# 空の境界 (2013年の映画)
『空の境界』（くうのきょうかい）は、2013年2月公開の日本映画。サイコロジック・ラブサスペンスと題されている。

## 概要
監督は堀江慶。モデルの河北麻友子が映画初主演を務めた。
原案・心理学監修を務める藏本天外は現役メンタリストとして活動する人物であり、出演もしている。
キャッチコピーは「愛を知る為に真実を受け入れる。誰しもが”境界”を超えて強くなる。」。

## あらすじ
プロポーズされた澤村悠子は、結婚に踏み切る事ができず、悩んでいた。そんな時、メンタリスト響翔の講演会に足を運ぶ。カウンセリングを受ける事になった悠子は、8年前から飛び込みが出来なくなった理由、プロポーズを受け入れられない理由を探し、ある事件がきっかけとなっている事を突き止める。そんな中、悠子の義父、松平徹を殺害し少年院に入っていた義兄の松平俊平が出所。悠子に会いにくる。

## 登場人物
澤村悠子（さわむら ゆうこ）
本作のヒロイン。水泳競技場の事務職員として働いており、有望な飛び込み選手であったが、8年前から飛び込みが出来なくなる。その原因を探るため、響翔のカウンセリングを受ける。
松平俊介（まつだいら しゅんすけ）
父親・徹の虐待に耐えかねて父親を殺害し少年院に入っていた。出所後、絶縁状態だった義妹の悠子に会いにくる。
響翔（ひびき しょう）
響心理科学研究所のメンタリスト。澤村悠子からカウンセリングの依頼を受け、催眠を使い原因を探っていく。
小堺未来（こさかい みく）
悠子に憧れて飛込選手になった。不良グループと行動し、衝撃的な場面を目撃する。
澤村和美（さわむら かずみ）
悠子の母で松平徹と再婚した。徹が殺害されてからは悠子と二人暮らし。
松平徹（まつだいら とおる）
駿介の父親で澤村和美と再婚。機嫌が悪くなると虐待を行なっていたが、駿介によって殺害された。
笹原聡（ささはら さとし）
悠子の恋人でプロポーズするが断られる。
弓永（ゆみなが）
響心理科学研究所の女性メンタリスト。響が信頼する女性アシスタント。
緒方礼二（おがた れいじ）
響心理科学研究所の新人メンタリスト。
山梨（やまなし）
響心理科学研究所のメンタリスト助手。
江田（えだ）
悠子が勤める水泳競技場の上司。
田所（たどころ）
悠子が勤める水泳競技場のコーチ。
相馬（そうま）
出所した駿介の保護司。
橋本（はしもと）
響心理科学研究所に訪れるクライアント。
工藤（くどう）
刑事。駿介が焼死した事件を追っている。
八重樫（やえがし）
生命科学学会に出席した哲学者。響に子ども時代を見抜かれる。
鮫島（さめじま）
生命科学学会に出席した外科医。響と面識がある。

## キャスト
- 澤村悠子 - 河北麻友子
- 松平俊介 - 井上正大
- 響翔 - 藏本天外
- 小堺未来 - 工藤綾乃
- 笹原聡 - 牧田哲也
- 澤村和美 - あめくみちこ
- 松平徹 - 永澤俊矢
- 弓永 - 伊藤かずえ
- 緒方礼二 - 遠藤雅
- 山梨 - 池端レイナ
- 田所 - 宮下純一
- 江田 - 芦川誠
- 相馬 - 宮川一朗太
- 橋本 - 柳憂怜
- 工藤 - カゴシマジロー
- 八重樫 - 二瓶鮫一
- 鮫島 - 佐渡稔

## スタッフ
- 監督・脚本 ：堀江慶
- エグゼクティブプロデューサー：小田成樹
- 脚本協力：井土紀州
- 監修：松本明
- 原案・心理学監修：藏本天外
- 撮影：ふじもと光明
- 照明：江川斉
- 録音：福田伸
- 美術：山下修侍
- 編集：平野一樹
- 音楽：三枝件太郎
- 音響効果：丹雄二
- 助監督：安藤正恭
- スチール：小島賢次
- メイキング：草野和博
- 制作担当者：小泉剛、吉川忠雄
- 製作：セントラルメディアプロモート
- 制作：コーンフレークス
- 配給：横田佳代子事務所、セントラルメディアプロモート

## 音楽
- 主題歌「君だけのStory」 mihimaru GT（ユニバーサル）